# Aucha minor
Aucha minor är en fjärilsart som beskrevs av George Francis Hampson 1908. Aucha minor ingår i släktet Aucha och familjen nattflyn. Inga underarter finns listade i Catalogue of Life.